# Pristiphora geniculata
Pristiphora geniculata – gatunek błonkówki z rodziny pilarzowatych.

## Zasięg występowania
Gatunek szeroko rozpowszechniony w Europie. Notowany w Austrii, Belgii, Czechach, Danii, Finlandii we Francji w Holandii, Irlandii, na Łotwie, w Niemczech, Polsce, Rumunii, na Słowacji, w Szwajcarii, Szwecji, na Ukrainie, Węgrzech, w Wielkiej Brytanii i we Włoszech. Występuje również w Ameryce Północnej.

## Budowa ciała
Gąsienice osiągają 15–18 mm długości. Przeważnie są one ubarwione żółto z czarnym wzorem.
Imago osiągają 6,5–7,5 mm i są czarnego ubarwienia. 

## Biologia i ekologia
Gatunek związany z jarzębem pospolitym. 
Rocznie występują dwa pokolenia. Larwy żerują gromadnie od czerwca, powodując czasem poważne defoliacje. Imago spotyka się w maju i czerwcu (pierwsze pokolenie), oraz w lipcu i sierpniu (drugie pokolenie).

## Znaczenie dla człowieka
Lokalnie bywa uznawany za szkodnika w zieleni urządzonej.